# Hammurabi
Hammurabi, raramente citato in italiano come Ammurabi (in accadico: 𒄩𒄠𒈬𒊏𒁉 Khammurabi; dall'amorreo: Ammurapi, cioè "Ammu guarisce"; 1810 a.C. circa – 1750 a.C.), è stato un sovrano babilonese, sesto re della I dinastia di Babilonia.
Viene ricordato per aver unificato la Bassa Mesopotamia in un potente regno e soprattutto per aver promulgato una raccolta di leggi nota come Codice di Hammurabi, che rappresenta uno dei primi esempi di leggi scritte della storia.
Non si conosce esattamente il periodo di regno di Hammurabi in quanto le datazioni per il periodo si basano su allusioni ad eventi astronomici rintracciate in testi paleo-babilonesi dei tempi del re Ammi-saduqa, che gli astronomi hanno interpretato in modi molto diversi. Le datazioni possibili per Hammurabi sono:
- 1848-1806 a.C. (cronologia lunga)
- 1792-1750 a.C.[4] (cronologia media)
- 1728-1686 a.C. (cronologia corta)

Negli ultimi decenni si tende ad utilizzare la cronologia media.

## Storia

### Gli inizi
Hammurabi ereditò il trono della città di Babilonia dal padre Sin-muballit; in quel tempo Babilonia era un regno minore inserito in un complesso sistema di città-stato disposte lungo la pianura della Mesopotamia in eterno conflitto tra di loro per il controllo dei terreni agricoli più fertili.
I primi anni del suo regno furono pacifici in quanto Hammurabi utilizzò il suo potere soprattutto per intraprendere una serie di opere pubbliche, tra cui la fortificazione delle mura della città a scopo difensivo, il restauro di alcuni templi e lo scavo di una estesa ed efficiente rete di canali, il più importante dei quali garantiva l'irrigazione da Nippur a Eridu e si chiamava "Hammurabi è l'abbondanza del popolo".

### Le conquiste

Babilonia all'epoca di Hammurabi (1792-1750 a.C.)

In seguito con una risoluta politica espansionistica arrivò a dominare tutta la valle del Tigri e parte di quella dell'Eufrate. Tali campagne militari lo portarono in un primo momento a spingersi verso sud conquistando, nel settimo anno di regno le città di Uruk e di Isin, ma successivamente rinunciò ad altre azioni militari verso meridione ripiegando, verso nord-ovest ed est.
Seguirono vent'anni (1785-1765 circa) di stallo, poiché le posizioni di forza di Babilonia ed Eshnunna impedivano a entrambe un attacco diretto l'una verso l'altra. La situazione cambiò soltanto nella fase finale del regno di Hammurabi, quando con l'appoggio delle stesse città che avrebbe poi annesso al suo regno, riprese la guerra e conquistò le sue alleate Larsa e Mari e la nemica Eshnunna.
Nel 37º e 38º anno si scontra poi più volte con l'Assiria, che corrispondeva all'alto Tigri, riuscendo però solo a ridimensionarla. La regione resta infatti indipendente.
Unificando così i paesi di Sumer e di Akkad pose fine all'ultima dinastia sumerica di Isin e a ogni velleità di indipendenza delle antiche città-stato sumere. Babilonia, dal nome della capitale, assume le caratteristiche di regione unitaria (il "paese di Babilonia"), che si andrà a contrapporre, più tardi, alla settentrionale Assiria.

## L'attività di governo
Con abile strategia diplomatica e militare Hammurabi tentò un'imponente opera di unificazione politica dei diversi popoli della Mesopotamia, arrivando fino alle tribù del deserto e riordinò lo stato accentuando la componente semitica. Del resto erano molti i dialetti semitici parlati nella regione, mentre il sumerico, non più parlato, era la lingua sacra conosciuta e studiata solo dai dotti, così, per volontà di Hammurabi, il babilonese, variante dell'accadico, divenne di uso comune anche come lingua scritta della diplomazia e venne adottata in tutto l'impero. 
Anche nella religione ci fu un riordinamento del pantheon mesopotamico, ricco di divinità con nomi diversi ma talvolta con le stesse caratteristiche, quindi i teologi di Hammurabi raggrupparono in triadi gli dei, ad esempio Anu-Enlil-Ea (Cielo, Aria, Acqua) oppure Sin-Shamash-Ishtar (Luna, Sole, Venere) ... . Però i numerosi dei, anche se opportunamente catalogati in base ad affinità e sistemati in precise gerarchie con attribuzione di precise caratteristiche, sono, per Hammurabi, meno importanti del dio della capitale, Marduk, nel quale si concentrano quattro o cinque miti sumeri.
Comincia infatti con Hammurabi l'ascesa del culto di Marduk a capo del Pantheon babilonese, che si concluderà soltanto in epoca Cassita.
Il re babilonese pose Marduk nella genealogia divina come figlio di Ea, dio della saggezza di origine sumerica e dunque di antichissimo culto, che conferiva a Marduk il ruolo di dio delle arti magiche e curative, sovrapponendosi a Šamaš. Marduk sostituisce anche il re nel culto, Hammurabi infatti non assunse epiteti divini, preferendo lasciare la sua legittimazione a una lunga genealogia tribale, come da tradizione amorrea.
Infine è probabilmente dell'epoca di Hammurabi un poema cultuale, l'Enūma eliš, che vedeva protagonista Marduk, distruttore del caos e ordinatore dell'universo.
Con la sua decisa azione di governo Hammurabi favorì l'accentramento amministrativo, attraverso un maggiore controllo del commercio da parte dello Stato e la nomina di giudici palatini, riportando così la giustizia nella sfera di competenze reali e sottraendola ai templi.
Sostenne l'agricoltura tramite il potenziamento di una vasta rete di canali e con la distribuzione ai veterani delle terre sottratte alle città conquistate. In questo modo assicurava allo Stato le tasse sui fondi agricoli, dava ai sudditi appartenenti agli strati sociali più deboli un mezzo di sostentamento e sperava di risolvere la crisi dell'abbandono dei campi.
Non intese essere venerato come divinità, seguendo in tal modo il modello sumerico e si fece proclamare, secondo il modello accadico, "Re delle Quattro Parti del Mondo"; ebbe anche il titolo di "Sole di Babele".
Sono state ritrovate numerose lettere d'argomento amministrativo che Hammurabi scambiò con i governatori del suo regno e che dimostrano l'impegno e le capacità di Hammurabi come amministratore dello stato, infatti durante il suo regno la Babilonia attraversò una fase di prosperità economica, ma non sappiamo quanto a lungo si protrasse, poiché le fonti riguardanti i suoi successori sono piuttosto scarse.

## Il Codice di Hammurabi

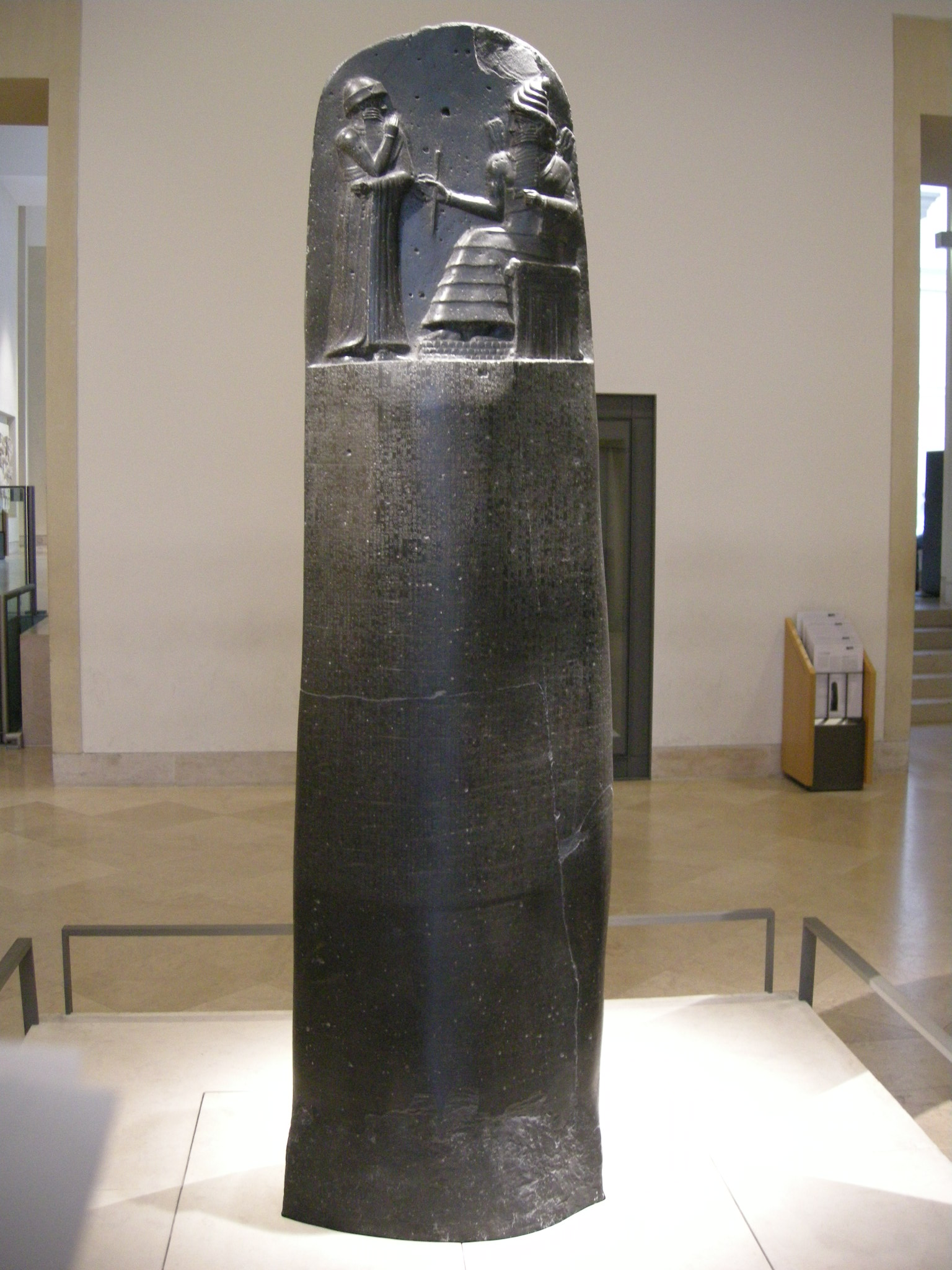
Stele del codice di Hammurabi al Louvre

Il cosiddetto Codice di Hammurabi è un interessante documento sulla società paleo-babilonese e anche il monumento più significativo di quest'epoca purtroppo avara di ritrovamenti archeologici, in quanto gli strati della città di Babilonia databili a quel periodo si trovano sotto gli imponenti edifici delle epoche successive.
Nel tempo il codice è stato copiato su moltissime tavolette ma l'originale, ora al Louvre, è inciso su una stele di diorite alta 2,25m, rinvenuta a Susa (Elam), dove era stata trasportata dal sovrano elamico Shutruk-Nakhunte attorno al 1150 a. C.
In realtà le copie devono essere state tre, collocate nei più importanti santuari della Babilonia, l'antico Ebabbar di Šamaš a Sippar, il tempio di Enlil a Nippur e l'Esagila di Marduk a Babilonia.
La parte superiore della stele, centinata, presenta una scena di omaggio, in cui lo stesso re Hammurabi è in raccoglimento davanti al dio Šamaš, dio della giustizia, offrendo il codice. Il dio è raffigurato nella sua iconografia classica, in trono, con la tiara a corna multiple, simbolo di divinità, e i raggi solari alle spalle. Stringe tra le mani il listello e la corda per misurare, i simboli dell'equità e della giustizia, proprie della sua sfera divina.
Il codice, come gli altri che lo hanno preceduto, era diviso in tre parti:
- un prologo, che insiste sulla devozione del re verso gli dèi che lo hanno scelto per governare;
- un epilogo, che contiene maledizioni rivolte a coloro che intendono modificare o annullare le leggi;
- il corpus di riferimenti normativi.

Nel codice si trovano norme che appartengono al "campo penale", con la comparsa della cosiddetta "legge del taglione", cioè l'uso delle pene corporali come attenuazione della vendetta. Questa pratica è stata attribuita agli Amorrei, in antitesi rispetto alla tradizionale compensazione pecuniaria di ambito sumero-accadico.
In "campo civile" il codice dà ampio spazio alla privatizzazione in atto nel paese e regola i vari tipi di salari, affitti etc, ma non aggiunge niente alla pratica già attiva. I codici mesopotamici infatti non erano leggi da rispettare, ma esempi, di cui il cittadino oppresso o il re futuro potevano avvalersi per un consiglio, e sono questi i destinatari del codice e non i giudici, che continuano ad applicare le norme derivate dalla consuetudine. La stele con le leggi viene posta nel tempio a dimostrazione della correttezza con la quale il regno viene governato, cioè a maggior gloria del sovrano, che ottiene così il titolo di "re di giustizia".
Comunque, l'applicazione delle leggi più terribili veniva resa quasi impossibile da pene altrettanto terribili contro le false accuse ("Se un cittadino incolpa un altro di omicidio senza fornirne le prove, sarà ucciso").